# Lorttjärnen (Delsbo socken, Hälsingland)
Lorttjärnen är en sjö i Hudiksvalls kommun i Hälsingland och ingår i Nianåns huvudavrinningsområde.